# Mike Sillinger
Michael John Sillinger (* 29. Juni 1971 in Regina, Saskatchewan) ist ein ehemaliger kanadischer Eishockeyspieler, der im Verlauf seiner aktiven Karriere zwischen 1987 und 2009 unter anderem 1092 Spiele für die Detroit Red Wings, Mighty Ducks of Anaheim, Vancouver Canucks, Philadelphia Flyers, Tampa Bay Lightning, Florida Panthers, Ottawa Senators, Columbus Blue Jackets, Phoenix Coyotes, St. Louis Blues, Nashville Predators und New York Islanders in der National Hockey League auf der Position des Centers bestritten hat. Mit insgesamt zwölf Franchises spielte Sillinger für so viele verschiedene Teams wie kein anderer NHL-Spieler. Ebenso ist er mit insgesamt neun Beteiligungen an Transfergeschäften gemeinsam mit Brent Ashton NHL-Rekordhalter.

## Karriere
Der 1,78 m große Sillinger begann seine Profikarriere bei den Regina Pats in der kanadischen Juniorenliga Western Hockey League, bevor er beim NHL Entry Draft 1989 als Elfter in der ersten Runde von den Detroit Red Wings ausgewählt (gedraftet) wurde.
Zunächst pendelte Sillinger zwischen Detroit und den Adirondack Red Wings, einem Farmteam in der American Hockey League, 1993 schaffte er den dauerhaften Sprung in den NHL-Kader der Detroit Red Wings. Während der Saison 1994/95 wurde der Angreifer schließlich zu den Mighty Ducks of Anaheim transferiert, die er jedoch nach nur einem Jahr wieder in Richtung Vancouver Canucks verließ. Weitere NHL-Stationen Sillingers waren die Philadelphia Flyers, Tampa Bay Lightning, Florida Panthers, Ottawa Senators, Columbus Blue Jackets, Phoenix Coyotes, St. Louis Blues und Nashville Predators. Zur Saison 2006/07 wechselte der Kanadier schließlich zu den New York Islanders.
Nur für Detroit, Vancouver, Columbus und New York spielte Sillinger dabei mindestens eine volle Spielzeit, von den restlichen Teams wurde er jeweils während der laufenden Saison weitertransferiert. Als der Stürmer sich 2005 seinem elften NHL-Team, den Nashville Predators, anschloss, brach er den bis dato von Michel Petit und Jean-Jacques Daigneault gehaltenen Rekord von zehn verschiedenen NHL-Karrierestationen. Sillinger hält ebenfalls den Rekord, mindestens ein Tor für zwölf verschiedene NHL-Franchises erzielt zu haben, sowie die Bestmarke, für acht verschiedene Vereine in den Stanley-Cup-Playoffs angetreten zu sein. Aufgrund seiner häufigen Vereinswechsel erhielt der Kanadier den Spitznamen „Suitcase Sillinger“ (dt. „Koffer-Sillinger“).
Am 1. November 2007 bestritt Sillinger in der Partie der Islanders gegen die Tampa Bay Lightning seine 1000. Partie der regulären Saison in der höchsten nordamerikanischen Profiliga. Wenig später, am Ende der Spielzeit 2007/08, beendete er seine aktive Karriere.

## Erfolge und Auszeichnungen
- 1990 WHL East Second All-Star Team
- 1991 WHL East First All-Star Team
- 1991 Goldmedaille bei der Junioren-Weltmeisterschaft
- 1992 Calder-Cup-Gewinn mit den Adirondack Red Wings

## Karrierestatistik

### International
Vertrat Kanada bei:
- Junioren-Weltmeisterschaft 1991
- Weltmeisterschaft 2000

(Legende zur Spielerstatistik: Sp oder GP = absolvierte Spiele; T oder G = erzielte Tore; V oder A = erzielte Assists; Pkt oder Pts = erzielte Scorerpunkte; SM oder PIM = erhaltene Strafminuten; +/− = Plus/Minus-Bilanz; PP = erzielte Überzahltore; SH = erzielte Unterzahltore; GW = erzielte Siegtore; 1 Play-downs/Relegation; Kursiv: Statistik nicht vollständig)

## Familie
Seinen Söhnen Owen und Cole Sillinger gelang ebenfalls der Sprung ins professionelle Eishockey, wobei Cole auch in der NHL aufläuft.